# Irodouër
Irodouër (bretonisch: Irodouer, Gallo: Irodoèrr) ist eine französische Gemeinde im Département Ille-et-Vilaine in der Region Bretagne. Sie gehört zum Kanton Montauban-de-Bretagne im Arrondissement Rennes und hat 2.308 Einwohner (Stand: 1. Januar 2022).
Die Einwohner werden Irodouëriens genannt.

## Geographie
Irodouër liegt etwa 25 Kilometer nordwestlich von Rennes.

### Nachbargemeinden
Umgeben ist Irodouër von den Nachbargemeinden Saint-Pern im Nordwesten und Norden, Miniac-sous-Bécherel im Norden und Nordosten, Romillé im Osten und Südosten, Bédée im Süden, La Chapelle du Lou du Lac im Südwesten sowie Landujan im Westen.

## Bevölkerungsentwicklung
| Jahr                       | 1962 | 1968 | 1975 | 1982 | 1990 | 1999 | 2010 | 2020 |
| Einwohner                  | 1295 | 1236 | 1258 | 1211 | 1286 | 1384 | 2015 | 2263 |
| Quellen: Cassini und INSEE |      |      |      |      |      |      |      |      |

## Sehenswürdigkeiten
- Kirche Saint-Pierre, 1872 wieder errichtet, Monument historique
- zwei Schlösser: Château du Qurngo und Château de la Ville au Sénéchal

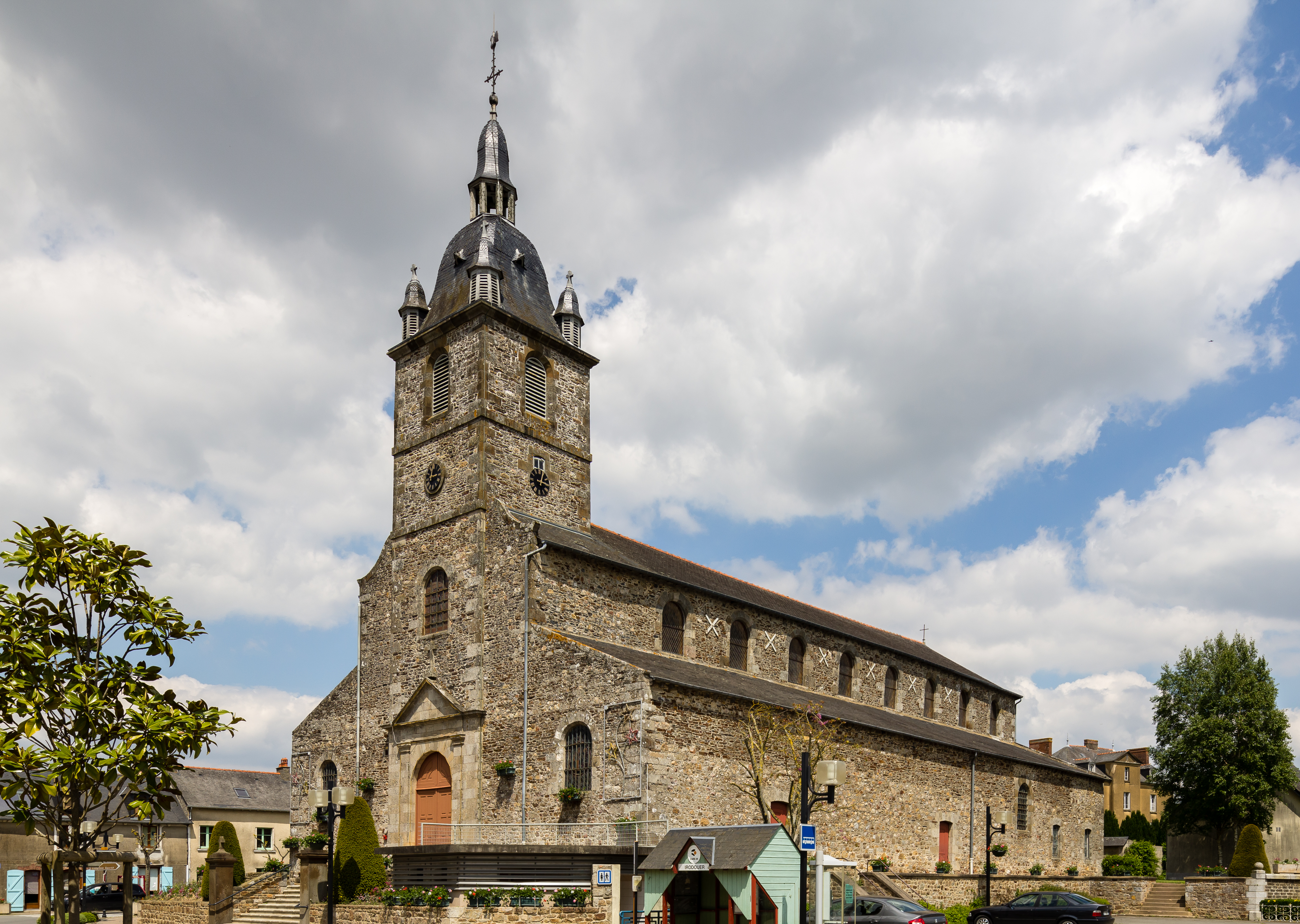
Kirche Saint-Pierre